# Вучје бобице
Вучје бобице је српски филм из 2022 године у режији Сретена Јовановића. Филм је премијерно приказан 16. октобра 2022. у МТС Дворани и тиме је свечано отворио 18. издање фестивала "Кидс Фест", у присуству готово комплетне глумачке и ауторске екипе.

## Радња
Актуелна филмска прича одсликава сталне напоре четворочлане породице да одговори на бројне изазове модерног живота у граду, уједно приказујући и тежњу оних млађих чланова да решење свега пронађу у смиренијем сеоском окружењу. Анђа, која болује од астме, и њен брат Алекса покушавају да пронађу свој пут до среће. Они се одлучују за бег на село, када све постаје једна авантура, пуна неизвесности и неочекиваних обрта.

## Улоге
| Глумац           | Улога         |
| ---------------- | ------------- |
| Тијана Чуровић   | Мајка Исидора |
| Растко Јанковић  | Отац Каменко  |
| Симон Јегоровић  | Алекса        |
| Нина Синадиновић | Анђа          |
| Весна Станојевић | Баба Дивна    |
| Раде Марјановић  | Деда Јеврем   |
| Нада Блам        | Баба Радојка  |
| Душан Радовић    | Деда Вучко    |
| Јелица Ковачевић | Црна Божана   |
| Миљана Кравић    | Ленка         |